# Reyhan Şahin
Reyhan Şahin (Bremen, Alemanya, 1980), amb el nom artístic de Lady Bitch Ray, és una rapera, actriu i autora turcoparlant i germanoparlant. És filla de treballadors immigrants turcs. Va estudiar lingüística, germanística i pedagogia en la Universitat de Bremen. Del 2002 al 2006 fou periodista i presentadora del canal Funkhaus Europa de Ràdio Bremen.

## Premi d'Estudis per a tesi doctoral
Per la seua tesi doctoral Die Bedeutung des muslimischen Kopftuchs in Deutschland (La importància del mocador de cap musulmà a Alemanya) rebé el 2013 un premi Deutscher Studienpreis (Premi Alemany d'Estudis), un dels premis més importants i lucratius per a joves graduats que han obtingut el doctorat amb matrícula d'honor cum laude. La seua tesi doctoral és un estudi sobre 30 musulmanes d'entre 18 i 32 anys. La majoria d'aquestes dones es distancien gradualment dels punts de vista tradicionals dels pares i interpreten l'islam d'una manera adequada a la seua situació actual. En combinació amb vestits moderns, el mocador de cap pot ser interpretat com un signe de rebel·lió. En primer lloc expressa l'autoconsciència d'aquestes joves i la seua manera de veure el seu paper com a dones en la societat alemanya, que té com a principi la igualtat entre homes i dones.

## Filmografia
- 2008: prostituta en la pel·lícula Chiko.[3][4]
- 2009: Türk Gibi Başla Alman Gibi Bitir (Un cor turc amb una ment alemanya), documental turc.[5]
- 2014: Hell's Kitchen (programa de Sat.1).[6]

## Obres
- Bitchism, Editorial Vagina Style / Panini Books, Stuttgart, 2012, ISBN 978-3-8332-2547-5.
- Tesi doctoral: Die Bedeutung donis muslimischen Kopftuchs in Deutschland, 500 pàgines; resum en pdf, 20 pàgines (amb fotos).